# Über den Aufbau der Welt
Über den Aufbau der Welt (arabisch كتاب في هيئة العالم, DMG Kitāb fī Haiʾat al-ʿĀlam) wird eine Abhandlung bezeichnet, die der islamische Gelehrte Ibn al-Haitham Anfang des 11. Jahrhunderts in arabischer Sprache verfasste. Es ist eine Kosmologie, die sich zum Teil auf den Almagest des hellenistisch-griechischen Gelehrten Claudius Ptolemäus und naturwissenschaftliche Werke des Aristoteles stützt.

## Aufbau und Inhalt
Die Schrift zerfällt in die Teile
- Vorwort
- Aufbau der Welt
- Die Sphären (Mond, Merkur, Venus, Sonne, Mars, Jupiter, Saturn, Fixsterne, die oberste Sphäre)
- Einzeldarstellung der Sphären

### Vorwort
(nach der Übersetzung von Einhard Wiedemann)
Ibn al-Haitham will ein Bild der Gesamtheit der Welt und deren wichtigsten Teile entfalten, im Wesentlichen die Bewegung der Körper auf Kreisbahnen (Sphären). Dabei beruft er sich namentlich auf den vortrefflichen Ptolemäus. Er nimmt ihn aber nicht von der Kritik aus, die er auch an anderen früheren Astronomen übt. Diese seien bei ihren Betrachtungen nicht von Körpern, sondern von gedachten Punkten ausgegangen, für die mathematische Berechnungen entwickelt wurden. Er aber nimmt an, dass die Körper sich auf der Oberfläche von Kugeln befinden, die sich bewegen. Der Autor folgt damit eher dem Weltbild des Aristoteles, der die Sphären als durchsichtige Kristallschalen ansieht.

### Aufbau der Welt
(nach der Zusammenfassung von Karl Kohl)
Die Welt, also die Gesamtheit aller existierenden Dinge, hat Kugelgestalt. Entsprechend der überlieferten antiken 4-Elemente-Lehre besteht sie aus 4 verschiedenen Körperarten mit 2 Eigenschaften: leicht und schwer. Damit folgt Ibn al-Haitham den von Aristoteles in seinem Werk Über den Himmel entwickelten Vorstellungen. Das Schwere, die Erde samt Pflanzen und Tierwelt strebt zur Mitte der Welt und ruht dort zusammen mit dem Wasser, dem zweiten schweren Körper. Die leichten Körper Luft und Feuer bilden darüber liegende Kugelschalen. Dieses Gebilde wird von einer weiteren Kugelschale umhüllt, die die Himmelskörper enthält und sich schnell von Osten nach Westen bewegt. Die äußere Oberfläche dieser Kugelschale bildet die Grenze für alles Existierende.

### Die Sphären
(nach der Teilübersetzung und Zusammenfassung von Karl Kohl)
Ibn al-Haitham erläutert den zentralen Begriff der Sphäre (arab. al-Falak):
Al Falak ... wird in der Bedeutung für eine jede kreisrunde Größe angewendet ... Auch der die Welt umgebende Teil, der sich um den Mittelpunkt der Welt bewegt, heißt als Ganzes Falak. Dieser Falak wird geteilt ... zunächst in 9 Teile. Es sind kugelförmige Körper, die einander berühren ... und jede heißt für sich alleine al Falak. Der erste ist der Falak des Mondes, an ihn schließen sich ... diejenigen  der Fixsterne an, und daran endlich die größte Sphäre, die alle diese Sphären in Bewegung setzt und sie umgibt ... Jede dieser Kugelschalen zerfällt in verschiedene Kugeln, bzw. Kugelschalen, von denen jede eine ihr eigentümliche Bewegung hat.

### Einzeldarstellung der Sphären
(nach der Zusammenfassung von Karl Kohl)
Es werden die 9 Sphären im Einzelnen dargestellt, wobei die Sonne zwischen die Planeten Venus und Mars positioniert wird. Ibn al-Haitham folgt auch hierbei Ptolemäus, den er einige Male zitiert. Für die Sonne, den einfachsten Fall, dreht sich eine Sphäre konzentrisch um die Welt, damit den beobachteten täglichen Sonnenlauf bewirkend, und eine weitere exzentrische Sphäre, die den Gang der Sonne durch die Jahreszeiten mit Tag- und Nachtgleichen und Sonnenwenden erklärt. Für den Lauf der Planeten müssen weitere Sphären definiert werden, insbesondere die Sphäre des Epizykels. Im Gegensatz zu dem Almagest des Ptolemäus sind die Ausführungen rein darstellend und ohne jede mathematische Deduktion. Für die Sphäre der Fixsterne werden vom Sternekatalog des Ptolemäus nur die Gesamtzahlen übernommen.

## Weiterwirken und Überlieferung
Das Werk hatte großen Einfluss auf mehrere Astronomen in der Blütezeit des Islam; es werden u. a. die Namen al-Qazwīnī und Nas̱ir ad-Din at-Ṭusi genannt. Aber auch in Europa wurde es rezipiert. Übersetzungen in die lateinische Sprache sind durch die Übersetzung des Abraham de Balmes in der Vatikanischen Apostolischen Bibliothek und eine in der Oxford Bodleian Library erhaltene Handschrift eines unbekannten Übersetzers mit dem Titel liber de mundo et caelo belegt. Bei Naturforschern, wie den Astronomen Johannes de Sacrobosco und Georg von Peurbach lassen sich Beeinflussungen nachweisen.
Es haben sich einige Handschriften erhalten, darunter eine Handschrift des India Office (Nr. 734, fol. 101–116). Eilhard Wiedemann hat diese in die deutsche Sprache übersetzt. Der unten angeführte Aufsatz von Karl Kohl editiert einen Teil dieser Übersetzung.

## Übersetzungen und Literatur
- Karl Kohl: Über den Aufbau der Welt nach Ibn al Haiṯam in Sitzungsberichte der Physikalisch-medizinischen Sozietät in Erlangen 54-55. 1922-23 (1925).
- Matthias Schramm: Ibn Al-Haythams Weg zur Physik. Steiner, Wiesbaden 1963, (Boethius 1, ISSN 0523-8226).
- Eilhard Wiedemann: Ibn al Haitham und seine Bedeutung für die Geschichte der Astronomie in Deutsche Litteraturzeitung für Kritik der Internationalen Wissenschaft (Berlin) 44, 1923(1924).